# Maliattha signifera
Maliattha signifera är en fjärilsart som beskrevs av George Francis Hampson 1900. Maliattha signifera ingår i släktet Maliattha och familjen nattflyn. Inga underarter finns listade i Catalogue of Life.